# Nelima aokii
Nelima aokii is een hooiwagen uit de familie Sclerosomatidae.